# (9099) Kenjitanabe
(9099) Kenjitanabe est un astéroïde de la ceinture principale.

## Description
(9099) Kenjitanabe est un astéroïde de la ceinture principale. Il fut découvert le 6 novembre 1996 à Ōizumi par Takao Kobayashi. Il présente une orbite caractérisée par un demi-grand axe de 3,18 UA, une excentricité de 0,23 et une inclinaison de 2,1° par rapport à l'écliptique.

## Compléments